# تپه گال‌دره
تپه گال دره مربوط به عصر آهن است و در شهرستان مهدیشهر، دهستان پشتکوه، شرق روستای کولیم واقع شده و این اثر در تاریخ ۲ مرداد ۱۳۸۷ با شمارهٔ ثبت ۲۳۰۸۳ به‌عنوان یکی از آثار ملی ایران به ثبت رسیده است.